# Un novio para dos hermanas
Un novio para dos hermanas es una película de comedia musical en coproducción hispanomexicana de 1967, escrita y dirigida por Luis César Amadori, y protagonizada por Pili y Mili, junto a los actores, Joaquín Cordero, Ángel Garasa, Fernando Luján y Sara García. Esta película se desarrolló en la ciudad de Guanajuato.

## Argumento
Pili y Mili son dos hermanas gemelas que a pesar de tener una infancia feliz se verán obligadas a cambiar de vida a causa de las dificultades económicas. Pili viajará con su tío Don Ángel a México para ver a su hermana gemela Mili, quien trabaja en unos grandes almacenes, pero su novio desconoce que tenga una hermana gemela y esto desatará una gran confusión.